# Antoine-Guillain Magniez
Pour les articles homonymes, voir Guillain et Magniez.
Antoine-Guillain Magniez, né le 14 décembre 1738 à Moislains (Somme), mort le 7 novembre 1823 à Bertincourt (Pas-de-Calais), est un homme politique de la Révolution française.

## Biographie
Propriétaire-cultivateur à Bertincourt avant la Révolution, il devient en 1790 administrateur du district de Bapaume. 
En septembre 1792, Magniez est élu député du département du Pas-de-Calais, le dixième sur onze, à la Convention nationale. 
Il siège sur les bancs de la Gironde. Lors du procès de Louis XVI, il vote pour la détention et le bannissement à la paix et se prononce en faveur de l'appel au peuple et du sursis à l'exécution. En avril 1793, il vote contre la mise en accusation de Jean-Paul Marat. En mai de la même année, il vote en faveur du rétablissement de la Commission des Douze. 
Arrêté le 22 juin à Bertincourt « sans congé ni mission de la Convention », il est remplacé à son poste de député par Joseph Le Bon, deuxième suppléant du Pas-de-Calais. 
Libéré après le 9-Thermidor, il est réintégré à la Convention, avec les autres députés girondins, le 10 thermidor an III. Il retourne à la vie civile sous le Directoire.

## Sources
- Base de données des députés français depuis 1789 : Antoine, Guislain Magniez
- « Antoine-Guillain Magniez », dans Adolphe Robert et Gaston Cougny, Dictionnaire des parlementaires français, Edgar Bourloton, 1889-1891 [détail de l’édition] Dictionnaire des parlementaires français de 1789 à 1889, tome 4, p. 221